# Caspar David Friedrich
Caspar David Friedrich (ur. 5 września 1774 w Greifswaldzie, zm. 7 maja 1840 w Dreźnie) – niemiecki malarz, uznawany za jednego z najwybitniejszych przedstawicieli malarstwa romantycznego.
Studiował w Akademii Sztuk Pięknych w Kopenhadze i Akademii Sztuk Pięknych w Dreźnie. Podróżował na Rugię i w Karkonosze. Malował widoki zimowej lub jesiennej przyrody o cechach religijnych i symbolicznych. Motywami obrazów artysty są realistycznie ukazane ruiny kościołów, postacie pogrążone w kontemplacji, odwrócone tyłem do widza, uschłe drzewa, cmentarze, blaski wieczoru lub świtu. Wartości nastrojowe wyrażał linearną, streficzną zabudową płaszczyzny obrazowej. Jego najważniejsze dzieła to: Krzyż w górach, Opactwo w dębowym lesie oraz Wędrowiec nad morzem mgły. Pozostawił po sobie także obszerne dzieło teoretyczne.

## Życiorys

### Dzieciństwo
Urodził się 5 września 1774 w miasteczku Greifswald. Jego rodzicami byli wytwórca mydła i świec, Adolph Gottlieb Friedrich i jego żona, Sophie Dorothei Bechly, pochodzący z Neubrandenburga. Caspar miał dziewięcioro rodzeństwa. Urodził się jako szóste dziecko Friedrichów. Rodzina mieszkała w dużym domu przy ulicy Langen Gasse 28. Friedrich od najwcześniejszych lat życia był nieśmiały i małomówny. W dzieciństwie przeżył rodzinną tragedię. Gdy miał 7 lat, zmarła jego matka. 6 lat później zginął jeden z jego braci, ratując go po wypadku w czasie jazdy na łyżwach. Chłopiec otrzymał od ojca surowe wychowanie, oparte na zasadach protestantyzmu. Te wydarzenia mocno wpłynęły na jego osobowość, a także na zainteresowaniem tematyką śmierci, Boga i natury. Wielki wpływ na ukształtowanie się jego charakteru wywarły także nauki zaczerpnięte z pism religijnych teologa, Gottharda Ludwiga Kosegartena.

### Młodość

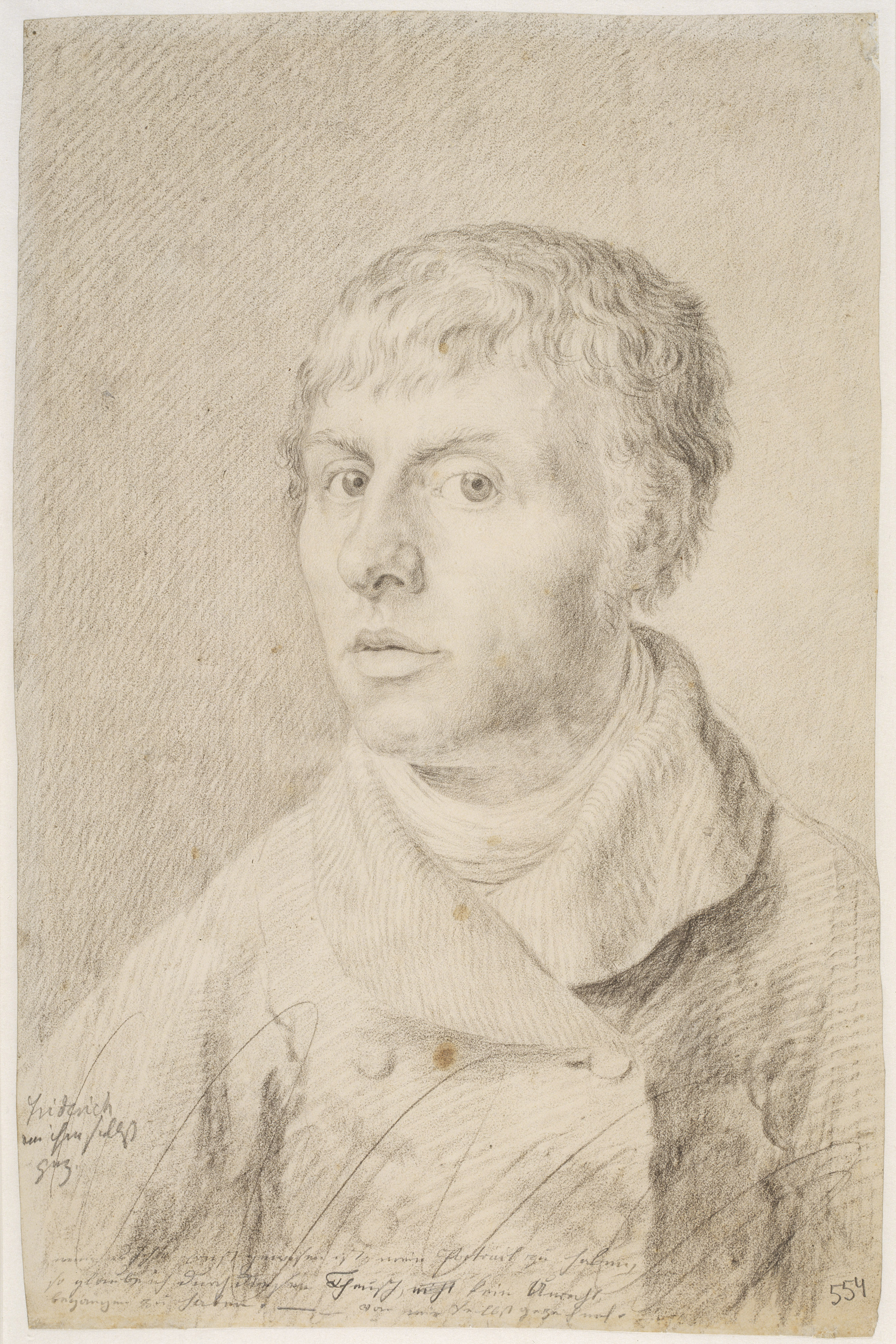
Autoportret artysty z 1800

W 1790 Friedrich rozpoczął naukę pod okiem profesora Akademii Sztuk Pięknych, Johanna Gotfrieda Quistorpa. Zajmował się głównie kopiowaniem obrazów i widoków z jego kolekcji oraz wykonywaniem scenek rodzajowych. Poznał poetę i pastora Ludwiga Kosegartena. W 1794, za namową Quistorpa, wstąpił do kopenhaskiej Akademii Sztuk Pięknych, która była wówczas uważana za jedną z najbardziej liberalnych uczelni w Europie. Jego nauczycielami byli pejzażyści tacy jak: Jens Juel, Christian August Lorentzen i Nikolaj Abraham Abildgaard. Jego mistrzowie byli znawcami duńskiego neoklasycyzmu, ale nauczyli go także angielskiego romantyzmu. Nauczył się szkicowania modeli i rysowania motywów z otaczającej go rzeczywistości. Zaprzyjaźnił się z malarzem, Johanem Gebhardem Lundem. W 1798 wyjechał z Danii.
Po krótkim pobycie u krewnych w Greifswaldzie i Neubrandenburgu, jesienią zamieszkał w Dreźnie. Wstąpił tam do Akademii Sztuk Pięknych. Jak wielu jego kolegów, rzadko uczęszczał na wykłady. W tym czasie samotnie odwiedzał Gemäldegalerie i jeździł do małych miejscowości w pobliżu Drezna. W czasie tych wizyt czerpał natchnienie do nowych obrazów. Okres studiów w Dreźnie zakończył wiosną 1801.

### Rozwój kariery i założenie rodziny
Artysta spędził wiosnę u krewnych i przyjaciół w Greifswaldzie i Neubrandenburgu. Podczas pobytu w Greifswaldzie w 1801 poznał malarza romantycznego Philippa Otto Runge, którego dzieła stały się dla niego dużą inspiracją. Potem pojechał na Rugię, gdzie zainspirowany krajobrazem wyspy, rozwinął swój styl. Latem 1802 wrócił do Drezna. Tu, dzięki obrazom namalowanym sepią, zyskał uznanie miłośników i kolekcjonerów sztuki. Znalazł mecenasów w Saksonii. Popularność umożliwiła mu nawiązanie kontaktów z pisarzem i poetą Ludwigiem Tieckem, filozofem Gotthilfem Heinrichem, kompozytorem Franzem Schubertem, poetą i dramatopisarzem Heinrichem von Kleistem, poetą Novalisem, malarzami Georgiem Friedrichem Kerstingiem oraz Carlem Gustavem Carusem. Idee, które dominowały w tych kręgach były zainspirowane filozofią przyrody Friedricha Wilhelma Josepha von Schellinga, dziełami Friedricha i Augusta Schleglów oraz filozofa Friedricha Daniela Ernsta Schleiermachera. Dzięki tym znajomościom malarz pogłębił swoje mistyczno-religijne fascynacje i rozwinął swój język artystyczny.
W 1805 jego dwa widoki wykonane sepią zdobywają pierwsze miejsce na konkursie w Weimarze. Od 1807 zajmował się już tylko malarstwem. W 1808 klasycystyczny krytyk F.W.B. von Ramdohr zarzucił mu arogancję w tworzeniu sztuki. Po obejrzeniu obrazu Krzyż w górach twierdził, że taki sposób przedstawienia natury nie może być symboliczny ani alegoryczny. Kilku przyjaciół wstawiło się za Friedrichem, odpierając argumenty krytyka. Cały spór doprowadził do wzrostu sławy artysty. W lipcu 1810 wyjechał w Karkonosze wraz z Georgiem Friedrichem Kerstingiem. W tym samym roku został członkiem Akademii Sztuk Pięknych w Berlinie. Wówczas stworzył liczne szkice górskich widoków. W 1816 pejzażysta został przyjęty w poczet członków Akademii Drezdeńskiej. Jego obrazy cieszyły się dużym zainteresowaniem kolekcjonerów, którzy licznie odwiedzali jego pracownię. Gościł m.in.: Petera von Corneliusa, Friedricha Overbecka, Friedricha de la Motte Fouqué oraz arystokratów i polityków.

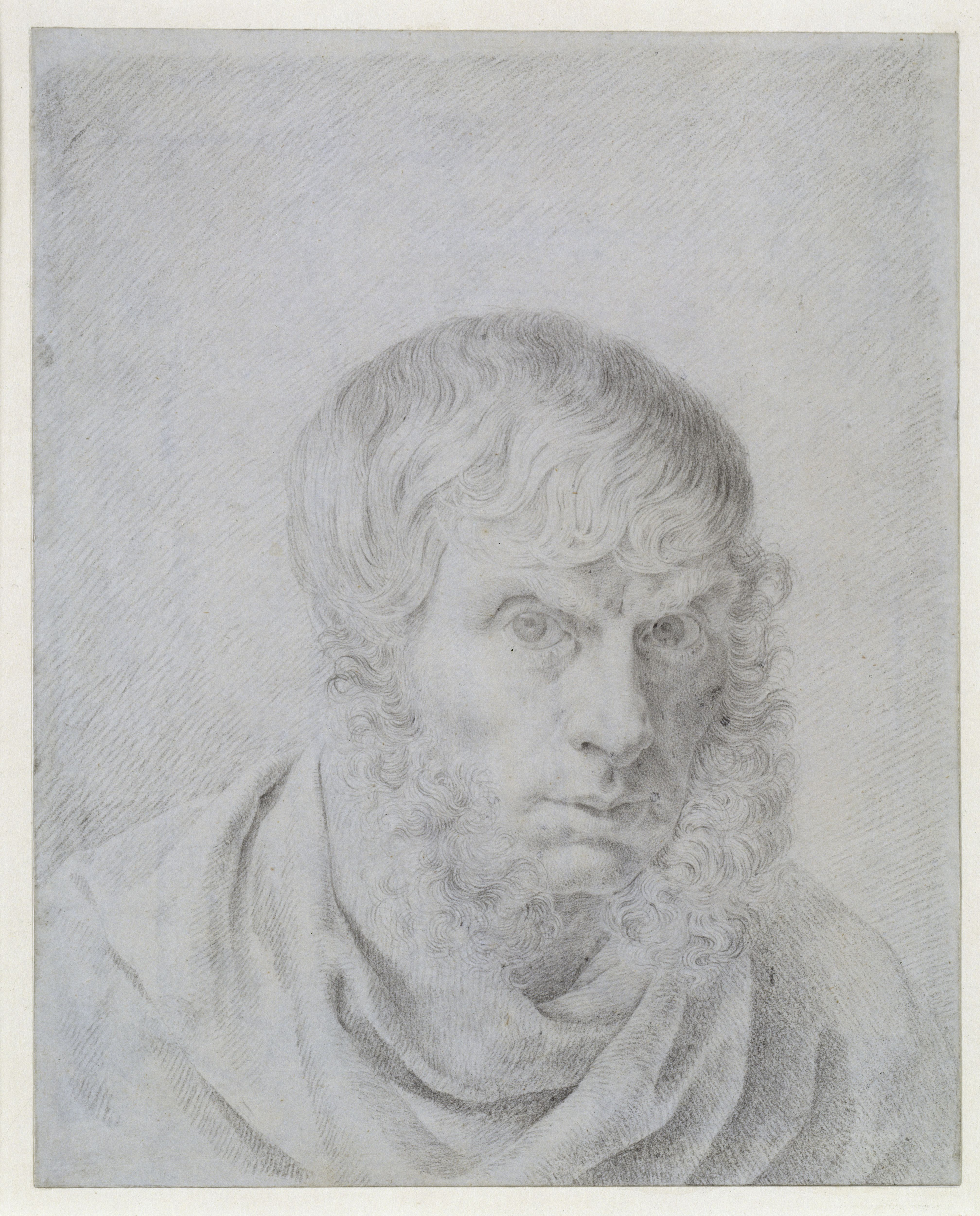
Autoportret artysty z 1810

W styczniu 1818, ku zaskoczeniu przyjaciół, ożenił się z 25-letnią Christianą Caroliną Bommer. Poznał ją kilka miesięcy wcześniej. Z listów pisanych przez Line wynika, że była osobą o radosnym usposobieniu, pełną życia, zawsze gotową do niesienia pomocy. Te cechy mocno kontrastowały z charakterem Friedricha, który często był pogrążony w mrocznych myślach. Mimo to małżeństwo było szczęśliwe. Friedrich pisał:

Dużo się zmieniło odkąd ja przekształciło się w my. Mój stary, skromny dom zmienił się nie do poznania i tak się cieszę, że wszędzie jest tak czysto i przyjemnie.

Po uroczystościach weselnych młoda para pojechała na Pomorze. Odwiedzili tam krewnych i przyjaciół. Pierwsze dziecko pary, Emma, urodziło się w 1819, potem w 1823 narodziła się Agnes Adelheid, a w 1824 na świat przyszedł Gustav Adolf.
21 sierpnia 1820 artysta przeprowadził się z rodziną do domu przy ulicy Nad Łabą nr 33. Malarz bardzo lubił widok rzeki i łodzi przepływających koło jego domu. Przed Bożym Narodzeniem jego obrazy oglądał przyszły car, Mikołaj I Romanow. Następnego roku wysłał do Niemiec rosyjskiego poetę, Wasilija Żukowskiego, by kupił kilka obrazów pejzażysty. W 1823 norweski malarz, Johan Christian Clausen Dahl, zamieszkał w jego domu. Artyści byli potem sąsiadami do śmierci Friedricha.

### Upadek kariery

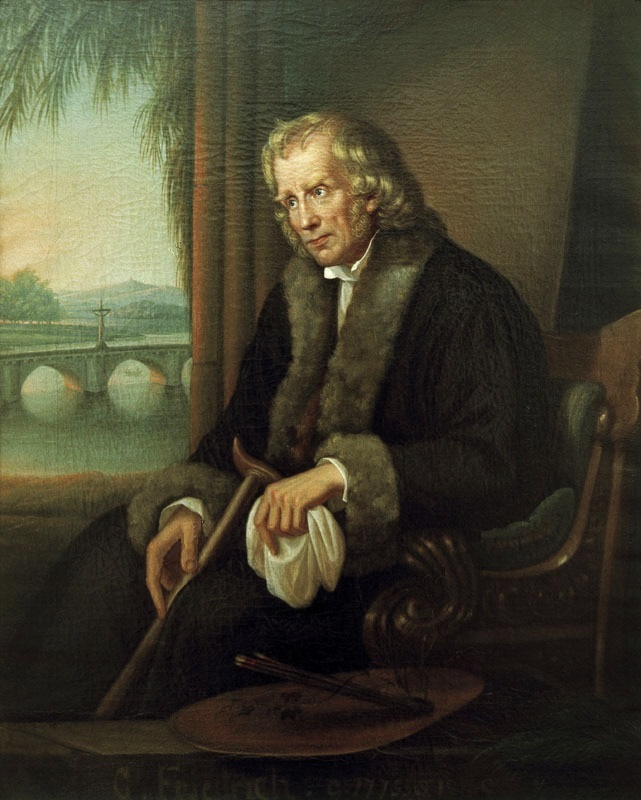
Portret autorstwa Caroline Bardua, 1840

Wkrótce artysta stracił na popularności. Jego obrazy cieszyły się coraz mniejszym zainteresowaniem. Był krytykowany, gdyż jego pejzaże stawały się coraz bardziej staromodne w odczuciu znawców sztuki. W 1824 zmarł kierujący szkołą malarstwa pejzażowego w Dreźnie Johann Christian Klengel. Wielu spodziewało się, że jako były uczeń i członek Akademii zastąpi go Friedrich. Jednak nie otrzymał nominacji. Jako oficjalny powód podano, że podchodził do sztuki kierując się wewnętrzną potęgą swego geniuszu, a nie ustalonymi przez Akademię wzorcami. Zamiast posady otrzymał honorowy tytuł profesora. Prawdziwym powodem decyzji były jego poglądy polityczne. Mianowani przez króla Prus członkowie Akademii uznali jego liberalne poglądy za nieodpowiednie w czasie przywracania władzy królewskiej. To wydarzenie miało wpływ na pogłębiający się pesymizm artysty.
Od 1824 stan zdrowia malarza zaczął się pogarszać. Jego częste napady wściekłości i szorstkie obejście utrudniały jego współżycie z ludźmi. Bez żadnego powodu oskarżył żonę o niewierność. Wypoczynek na Rugii pomógł mu odzyskać zdrowie i wrócić do pracy. W tym czasie powstało kilka obrazów namalowanych sepią. W 1828 udał się na kurację do uzdrowiska Teplitz. Był jednak zniechęcony i prawie wcale nie pracował, przez co jego rodzina znalazła się w trudnej sytuacji finansowej. Jego obrazy znajdowały już tylko nielicznych nabywców z artystycznych kręgów Saksonii i rosyjskiego dworu.

### Choroba i ostatnie lata życia
Sytuacja pejzażysty pogorszyła się, gdy 26 czerwca 1835 doznał udaru mózgu i paraliżu prawej strony ciała. Ponownie udał się na kurację do Teplitz. Odzyskał zdrowie na tyle, by móc zająć się rysowaniem i malowaniem. Jednak w 1837 przeszedł kolejny udar, który zakończył się prawie całkowitym paraliżem i dalszym pogorszeniem stanu psychicznego. W 1839 nie był już w stanie pracować. Wasilij Żukowski odwiedził go po raz ostatni w 1840. Pisał o artyście: Smutny wyniszczony człowiek. Płacze jak dziecko. Malarz zmarł 7 maja 1840 w Dreźnie.

## Rodzina
|                |                |                |                |                            |                            | Sophie Dorothei Bechly     | Sophie Dorothei Bechly     | Sophie Dorothei Bechly     | Sophie Dorothei Bechly     | Sophie Dorothei Bechly   | Sophie Dorothei Bechly   |                          |                          |                        |                        |                        |                        | Adolph Gottlieb Friedrich | Adolph Gottlieb Friedrich | Adolph Gottlieb Friedrich    | Adolph Gottlieb Friedrich    | Adolph Gottlieb Friedrich    | Adolph Gottlieb Friedrich    |                              |                              |  |  |              |              |              |              |              |              |
|                |                |                |                |                            |                            | Sophie Dorothei Bechly     | Sophie Dorothei Bechly     | Sophie Dorothei Bechly     | Sophie Dorothei Bechly     | Sophie Dorothei Bechly   | Sophie Dorothei Bechly   |                          |                          |                        |                        |                        |                        | Adolph Gottlieb Friedrich | Adolph Gottlieb Friedrich | Adolph Gottlieb Friedrich    | Adolph Gottlieb Friedrich    | Adolph Gottlieb Friedrich    | Adolph Gottlieb Friedrich    |                              |                              |  |  |              |              |              |              |              |              |
|                |                |                |                |                            |                            |                            |                            |                            |                            |                          |                          |                          |                          |                        |                        |                        |                        |                           |                           |                              |                              |                              |                              |                              |                              |  |  |              |              |              |              |              |              |
|                |                |                |                |                            |                            |                            |                            |                            |                            |                          |                          |                          |                          |                        |                        |                        |                        |                           |                           |                              |                              |                              |                              |                              |                              |  |  |              |              |              |              |              |              |
|                |                |                |                | Christiana Carolina Bommer | Christiana Carolina Bommer | Christiana Carolina Bommer | Christiana Carolina Bommer | Christiana Carolina Bommer | Christiana Carolina Bommer |                          |                          | Caspar David Friedrich   | Caspar David Friedrich   | Caspar David Friedrich | Caspar David Friedrich | Caspar David Friedrich | Caspar David Friedrich |                           |                           | Catharina Dorothei Friedrich | Catharina Dorothei Friedrich | Catharina Dorothei Friedrich | Catharina Dorothei Friedrich | Catharina Dorothei Friedrich | Catharina Dorothei Friedrich |  |  | 8 rodzeństwa | 8 rodzeństwa | 8 rodzeństwa | 8 rodzeństwa | 8 rodzeństwa | 8 rodzeństwa |
|                |                |                |                | Christiana Carolina Bommer | Christiana Carolina Bommer | Christiana Carolina Bommer | Christiana Carolina Bommer | Christiana Carolina Bommer | Christiana Carolina Bommer |                          |                          | Caspar David Friedrich   | Caspar David Friedrich   | Caspar David Friedrich | Caspar David Friedrich | Caspar David Friedrich | Caspar David Friedrich |                           |                           | Catharina Dorothei Friedrich | Catharina Dorothei Friedrich | Catharina Dorothei Friedrich | Catharina Dorothei Friedrich | Catharina Dorothei Friedrich | Catharina Dorothei Friedrich |  |  | 8 rodzeństwa | 8 rodzeństwa | 8 rodzeństwa | 8 rodzeństwa | 8 rodzeństwa | 8 rodzeństwa |
|                |                |                |                |                            |                            |                            |                            |                            |                            |                          |                          |                          |                          |                        |                        |                        |                        |                           |                           |                              |                              |                              |                              |                              |                              |  |  |              |              |              |              |              |              |
|                |                |                |                |                            |                            |                            |                            |                            |                            |                          |                          |                          |                          |                        |                        |                        |                        |                           |                           |                              |                              |                              |                              |                              |                              |  |  |              |              |              |              |              |              |
| Emma Friedrich | Emma Friedrich | Emma Friedrich | Emma Friedrich | Emma Friedrich             | Emma Friedrich             |                            |                            | Agnes Adelheid Friedrich   | Agnes Adelheid Friedrich   | Agnes Adelheid Friedrich | Agnes Adelheid Friedrich | Agnes Adelheid Friedrich | Agnes Adelheid Friedrich |                        |                        | Gustav Adolf Friedrich | Gustav Adolf Friedrich | Gustav Adolf Friedrich    | Gustav Adolf Friedrich    | Gustav Adolf Friedrich       | Gustav Adolf Friedrich       |                              |                              |                              |                              |  |  |              |              |              |              |              |              |

## Twórczość malarska

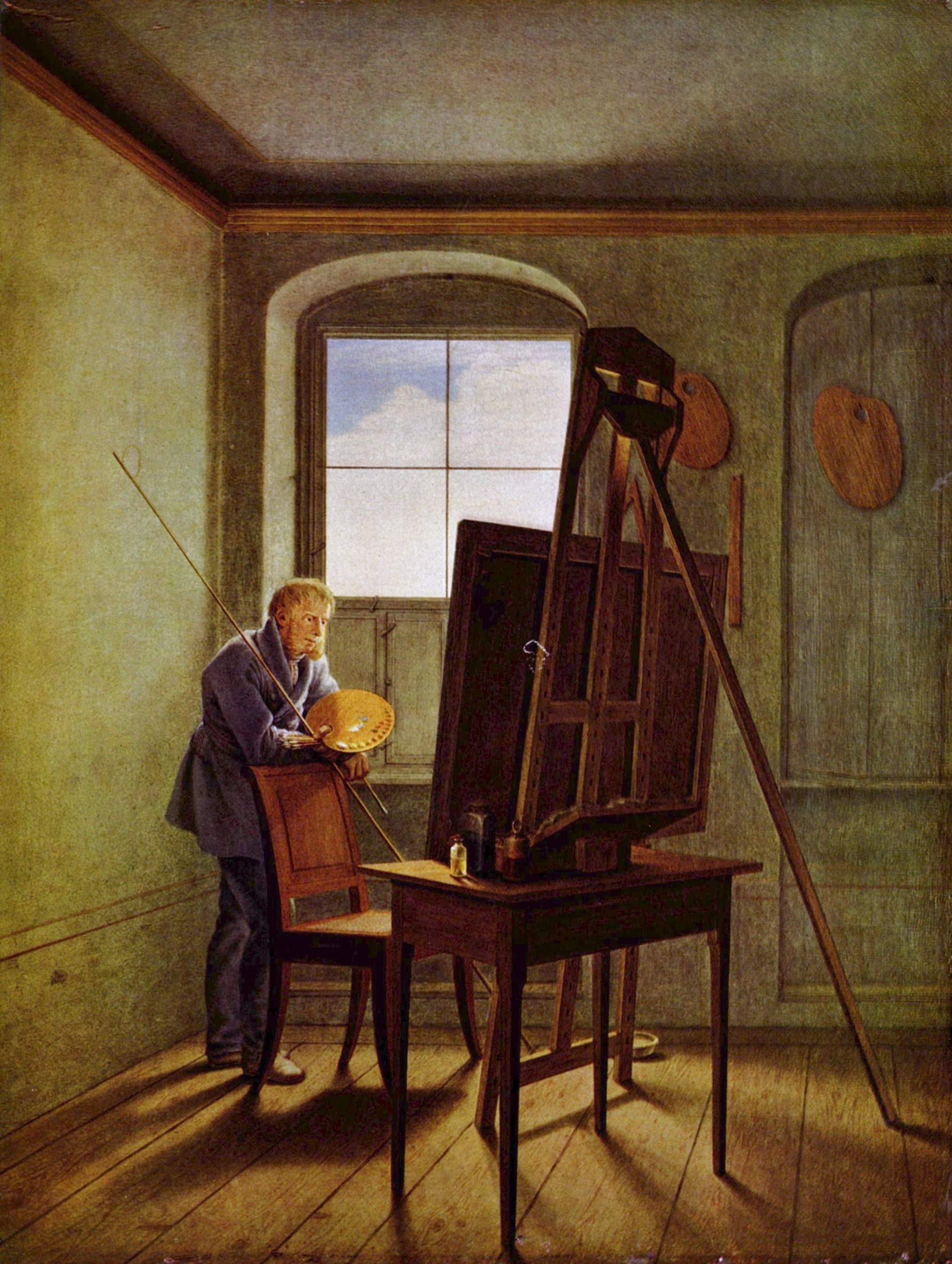
Caspar David Friedrich w swojej pracowni, Georg Friedrich Kersting

### Technika
Początkowo tworzył topograficzne szkice ołówkiem lub sepią. Potem powstawały akwarele i rysunki. Jego pierwsze dzieła charakteryzowały się wiernym przestrzeganiem reguł akademickich, widocznych w tematyce obrazów i technice rysowania. Inne ukazywały samodzielną obserwację przyrody i szczegółową metodę kreślenia szkiców. Były wykańczane tuszem i lekko podkolorowywane, często łączone w szkicowniki. Podczas pobytu na Rugii malarz rozwinął swój styl, zrywając z dotychczasowymi wzorcami. Jego rysunki ukazywały pewność posługiwania się ołówkiem i pędzlem oraz dogłębne zrozumienie zmian zachodzących w krajobrazie.
Od 1807 zaczął propagować malarstwo olejne. W ciągu ostatnich lat życia eksperymentował, stosując nowe techniki. Malował akwarelą i temperą na przezroczystym arkuszu papieru, umieszczając źródło światła za nimi. Prezentował swoje prace w ciemnościach, oświetlając je po kolei przy akompaniamencie odpowiednio dobranej muzyki. Opisał tę prezentację w liście do Wasilija Żukowskiego.

### Tematyka
Podczas wędrówek po okolicach Drezna artysta tworzył szkice przedstawiające drzewa, krzewy, wiatraki i fragmenty pejzażu. Po powrocie z Rugii, zafascynowany dziełami Kosegartena, zaczął postrzegać przyrodę jako przejaw boskości, a sztukę jako pośredniczącą między Bogiem a człowiekiem. Wierne przedstawienia przyrody nabrały religijnych cech. Miały na celu potwierdzenie istnienia boskich sił. Friedrich mówił:

Muszę całkowicie oddać się otaczającej mnie przyrodzie

Zespolić z moimi chmurami i skałami, aby udało mi się pozostać tym, kim jestem. Potrzebuję przyrody, by porozumiewać się dzięki niej z Bogiem.

Jego obrazy stały się przesycone religijnym duchem. Zasadą przyjętą przez malarza było uznanie istnienia absolutu – panteistycznego przekonania, że każde zjawisko w przyrodzie posiada duszę. Podczas pobytu w Karkonoszach tworzył dzieła wyrażające boski porządek świata. Wykonywał ołówkiem liczne szkice stoków, ośnieżonych szczytów i skalistego pejzażu, z których korzystał przez następne lata, malując obrazy. Tworzył pejzaże uchwycone w różnych miejscach i o różnych porach dnia, dając wyraz oryginalnej wizji świata.
Częstym tematem jego obrazów były gotyckie kościoły i zamki. Artysta czerpał inspirację ze średniowiecza, w którym nastąpił duży rozwój tożsamości narodowej. Neogotycka architektura stała się dla Friedricha symbolem nadziei na nadejście nowej ery religijnej i politycznej. Przedstawiał gotyckie katedry jako majestatyczne budowle, stojące w oddali i wywołujące wrażenie nieosiągalnych sennych wizji. Na obrazie Dwie siostry na tarasie wychodzącym na port kobiety podziwiają wyimaginowany krajobraz. W pracy Krzyż w lesie została subtelnie naszkicowana bryła Marienkirche w Neubrandenburgu.
Przez pewien okres wydarzenia polityczne stały się źródłem inspiracji dla artysty. Wojny napoleońskie wzbudziły w nim strach przed Francją i umocniły jego miłość do ojczyzny. Wyrażał swoje poparcie dla Niemiec, przedstawiając zagubionych francuskich żołnierzy lub momenty z walki Niemców o wolność. Potem rozczarowany wydarzeniami politycznymi, które nastąpiły po okresie napoleońskim, w 1820 r. przestał malować obrazy patriotyczne i poświęcił się sztuce religijnej, kładąc nacisk na wątki związane z przemijaniem. Zaniechał także portretowania swojej żony Caroline. Tworzył obrazy o ciemnej kolorystyce wyrażające uczucia melancholii i rezygnacji, jak na obrazach Wieczór nad Morzem Bałtyckim i Statki w porcie wieczorem. Przyczyną melancholii była także coraz ostrzejsza krytyka jego obrazów. Pocieszenie znajdował w wierze, która wysunęła się na pierwszy plan w jego dziełach.

### Symbolika
Malowanie stało się dla Friedricha drogą porozumienia z Bogiem. Przedstawiał zamglone pejzaże, puchowe kobierce śniegu, zacienione gotyckie kościoły przesycone symboliką religijną. Obraz Zima ukazuje zjawisko poprzedzające odrodzenie się natury, symbolizujące zmartwychwstanie. Artysta zamieszczał często w zimowych pejzażach ruiny i cmentarze, by symbole życia i śmierci zlały się w jeden obraz. Jego malarstwo stało się alegorią ulotności życia i cykliczności zjawisk natury, której nie poddawały się wiecznie zielone jodły. Przemijanie było przez niego postrzegane z perspektywy nadziei i wiary w ciągłość istnienia. Na jego obrazach maleńkie postacie, przebywając na łonie przyrody, odkrywają tajemnicę boskich sił. Kontakt z innymi artystami umocnił go w przekonaniu, że sztuka musi być źródłem wewnętrznej duchowości człowieka.
Postacie z obrazów mają wzrok skierowany ku nieznanemu. Symbolizują jedność, a także nieprzekraczalną przepaść między człowiekiem a naturą. Są wyrazem tragedii życia pędzonego z dala od piękna przyrody. Postać na obrazie Wędrowiec nad morzem mgły, pogrążona w rozmyślaniach nad roztaczającym się przed nią krajobrazem, jest obserwatorem sceny stworzonej przez Boga. Malarz często podkreślał małość człowieka wobec nieskończoności natury, malując postacie w pomniejszonej skali i czyniąc z nich symbole samotności i poszukiwania związku z Bogiem.
Pejzażysta malował także obłoki, które uosabiają tajemnicę, będąc głównym elementem nieznanego świata, do którego widz nie ma dostępu. Chmury rozpościerające się na niebie po burzy, drobne chmurki łagodnie poruszane wiatrem lub ciężkie chmury zwiastujące deszcz stają się symbolem nieskończoności i przemijającego czasu.
Friedrich tworzył też obrazy o symbolice związanej ze śmiercią. Francuski żołnierz z obrazu Strzelec w lesie błądzi samotnie w niemieckim lesie. Siedzący na pniu drzewa na pierwszym planie kruk zwiastuje rychłą śmierć. W dziele Grobowiec Hermanna ten sam żołnierz podchodzi do otwartej trumny niemieckiego bohatera, który w I w. odniósł zwycięstwo nad Rzymianami. Inspiracją do stworzenia tych obrazów było popularne w kręgach patriotycznych dzieło Heinricha von Kleista, Bitwa Hermanna, zagrzewające do powstania i walki z Napoleonem.
Friedrich podkreślił smutny nastrój na obrazie Drzewo kruków przez kolor nieba i dramatycznie poskręcane konary drzew. Gałęzie są suche, a las wydaje się martwy. W jego obrazach można dostrzec ślady rozważań artysty na temat jego pogrzebu. Portale zrujnowanych opactw na obrazach stały się symbolami śmierci, bramami do życia wiecznego. Uschnięte gałęzie drzew, zwiędłe liście i strome, nagie zbocza są symbolami przemijania, ale też nadziei, że śmierć to przejście z życia na ziemi do życia w niebie.

## Dzieła

### Obrazy
| Dzieło | Tytuł                                          | Data powstania | Muzeum                                       | Miasto                 |
| ------ | ---------------------------------------------- | -------------- | -------------------------------------------- | ---------------------- |
|        | Świątynia starożytna                           | 1794           | Staatsgalerie                                | Stuttgart              |
|        | Frederiksberg Spring niedaleko Kopenhagi       | 1797           | Kupferstichkabinett                          | Drezno                 |
|        | Wędrowiec z cieniu dębów na Rugii              | 1798-99        | Muzeum Miejskie                              | Greifswald             |
|        | Scena ze „Zbójców” Schillera                   | 1799           | Kupferstichkabinett                          | Berlin                 |
|        | Przejście między skałami w Utterwalder Grund   | 1801           | Muzeum Folkwang                              | Essen                  |
|        | Chata ze studnią na Rugii                      | 1802           | Kunsthalle w Hamburgu                        | Hamburg                |
|        | Dolmen w śniegu                                | 1807           | Galeria Nowych Mistrzów                      | Drezno                 |
|        | Lato                                           | 1807           | Nowa Pinakoteka                              | Monachium              |
|        | Widok na dolinę Łaby                           | ok. 1807       | Galeria Nowych Mistrzów                      | Drezno                 |
|        | Zima                                           | 1807           | ----                                         | ----                   |
|        | Krzyż w górach                                 | 1807-08        | Galeria Nowych Mistrzów                      | Drezno                 |
|        | Mnich na brzegu morza                          | 1808-10        | Stara Galeria Narodowa                       | Berlin                 |
|        | Opactwo w dębowym lesie                        | 1809-10        | Pałac Charlottenburg                         | Berlin                 |
|        | Pejzaż czeski                                  | 1810           | Staatsgalerie                                | Stuttgart              |
|        | Pejzaż czeski                                  | 1810           | Galeria Nowych Mistrzów                      | Drezno                 |
|        | Widok Riesengebirge                            | 1810           | Muzeum Sztuk Pięknych im. Puszkina w Moskwie | Moskwa                 |
|        | Pejzaż z tęczą                                 | 1810           | Muzeum Folkwang                              | Essen                  |
|        | Cmentarz w śniegu                              | 1810           | Zaginiony w 1945                             |                        |
|        | Poranek w Karkonoszach                         | 1810-11        | Pałac Charlottenburg                         | Berlin                 |
|        | Pejzaż zimowy                                  | 1811           | Staatlische Museen                           | Berlin                 |
|        | Pejzaż zimy                                    | 1811           | Galeria Narodowa                             | Londyn                 |
|        | Taras ogrodowy                                 | 1811-12        | Sanssouci                                    | Poczdam                |
|        | Groby starożytnych bohaterów                   | 1812           | Kunsthalle w Hamburgu                        | Hamburg                |
|        | Krzyż w lesie                                  | 1812           | Kunstmuseum                                  | Düsseldorf             |
|        | Grobowiec Hermanna                             | 1813-14        | Kunsthalle                                   | Brema                  |
|        | Strzelec w lesie                               | 1814           | kolekcja prywatna                            | Bielefield             |
|        | Statek pod pełnymi żaglami na otwartym morzu   | 1815           | Städtische Kunstsammlungen                   | Chemnitz               |
|        | Krzyż nad Bałtykiem                            | 1815           | Pałac Charlottenburg                         | Berlin                 |
|        | Widok portu                                    | 1816           | Sanssouci                                    | Poczdam                |
|        | Greifswald w świetle księżyca                  | 1816-17        | Galeria Narodowa                             | Oslo                   |
|        | Pejzaż nadmorski wieczorem                     | 1816-18        | Museum für Kunst und Kulturgeschichte        | Lubeka                 |
|        | Dwaj mężczyźni nad morzem o wschodzie księżyca | 1817           | Stara Galeria Narodowa w Berlinie            | Berlin                 |
|        | Miasto w świetle księżyca                      | 1817           | kolekcja Fundacji Oskara Reinharta           | Winterthur             |
|        | Karkonosze                                     | 1817           | Stara Galeria Narodowa w Berlinie            | Berlin                 |
|        | Kobieta na tle zachodzącego słońca             | 1818           | Muzeum Folkwang                              | Essen                  |
|        | Plac targowy w Greifswaldzie                   | 1818           | Muzeum Miejskie                              | Greifswald             |
|        | Skały kredowe na Rugii                         | 1818           | kolekcja Fundacji Oskara Reinharta           | Winterthur             |
|        | Wędrowiec nad morzem mgły                      | 1818           | Kunsthalle w Hamburgu                        | Hamburg                |
|        | Na żaglowcu                                    | 1818-19        | Ermitaż                                      | Sankt Petersburg       |
|        | Dwaj mężczyźni kontemplujący księżyc           | ok. 1819       | Galeria Nowych Mistrzów                      | Drezno                 |
|        | Łabędzie wśród sitowia                         | 1819-20        | Freies Deutsches Hochstift                   | Frankfurt              |
|        | Dwie siostry na tarasie wychodzącym na port    | 1820           | Ermitaż                                      | Sankt Petersburg       |
|        | Greifswaldzkie błonia                          | 1820           | Kunsthalle w Hamburgu                        | Hamburg                |
|        | Widok Karkonoszy przy opadającej mgle          | 1820           | Nowa Pinakoteka                              | Monachium              |
|        | Zaorane pole                                   | 1820-25        | Kunsthalle w Hamburgu                        | Hamburg                |
|        | Rozpościerające się chmury                     | 1821           | Kunsthalle w Hamburgu                        | Hamburg                |
|        | Grób Gerharda von Kügelgena                    | 1821-22        | kolekcja prywatna                            | ----                   |
|        | Drzewo kruków                                  | 1822           | Luwr                                         | Paryż                  |
|        | Kobieta w oknie                                | 1822           | Stara Galeria Narodowa w Berlinie            | Berlin                 |
|        | Wiejski pejzaż w świetle poranka               | 1822           | Stara Galeria Narodowa w Berlinie            | Berlin                 |
|        | Wschód księżyca nad morzem                     | 1822           | Stara Galeria Narodowa w Berlinie            | Berlin                 |
|        | Grób Ulricha von Huttena                       | 1823           | Kunstsammlungen                              | Weimar                 |
|        | Wiejski pejzaż nizinny                         | 1823           | Pałac Charlottenburg                         | Berlin                 |
|        | Morze lodu                                     | 1823-24        | Kunsthalle w Hamburgu                        | Hamburg                |
|        | Morze Północne w świetle księżyca              | 1824           | Galeria Narodowa                             | Praga                  |
|        | Widok Putbus                                   | 1824           | Muzeum im. Puszkina                          | Moskwa                 |
|        | Wieczór                                        | 1824           | Österreichische Galerie                      | Wiedeń                 |
|        | Wzgórze i pole w pobliżu Drezna                | ok. 1824       | Kunsthalle w Hamburgu                        | Hamburg                |
|        | Watzmann                                       | 1824-25        | Stara Galeria Narodowa w Berlinie            | Berlin                 |
|        | Czeski pejzaż                                  | 1824-30        | Kunsthalle w Hamburgu                        | Hamburg                |
|        | Pierwszy śnieg                                 | 1825           | Kunsthalle w Hamburgu                        | Hamburg                |
|        | Ruiny w Eldenie                                | ok. 1825       | Stara Galeria Narodowa w Berlinie            | Berlin                 |
|        | Wejście na cmentarz                            | ok. 1825       | Galeria Nowych Mistrzów                      | Drezno                 |
|        | Cmentarz w śniegu                              | 1826           | Museum der Bildenden Künste                  | Lipsk                  |
|        | Wieczór nad Morzem Bałtyckim                   | 1826           | kolekcja Schäfera                            | Obbach bei Schweinfurt |
|        | Chata pokryta śniegiem                         | 1827           | Stara Galeria Narodowa w Berlinie            | Berlin                 |
|        | Dąb na śniegu                                  | 1827-28        | Wallraf-Richartz-Museum                      | Kolonia                |
|        | Statki w porcie wieczorem                      | 1827-28        | Galeria Nowych Mistrzów                      | Drezno                 |
|        | Ruiny zamku w Cieplicach                       | 1828           | Muzeum im. Puszkina                          | Moskwa                 |
|        | Zamek w pobliżu Cieplic                        | 1828           | Kupferstichkabinett                          | Berlin                 |
|        | Morze w świetle księżyca                       | 1830           | Museum der Bildenden Künste                  | Lipsk                  |
|        | Pejzaż górski                                  | 1830           | Muzeum im. Puszkina                          | Moskwa                 |
|        | Świątynia Junony w Agrigento                   | ok. 1830 r.    | Museum für Kunst und Kulturgeschichte        | Dortmund               |
|        | Zachód słońca                                  | 1830           | Ermitaż                                      | Sankt Petersburg       |
|        | Górska rzeka                                   | 1830-35        | Nowa Galeria                                 | Kassel                 |
|        | Gwiazda wieczorna                              | 1830-35        | Freies Deutsches Hochstift                   | Frankfurt              |
|        | Mężczyzna i kobieta kontemplujący księżyc      | 1830-35        | Stara Galeria Narodowa w Berlinie            | Berlin                 |
|        | Wieczór nad Morzem Bałtyckim                   | 1831           | Galeria Nowych Mistrzów                      | Drezno                 |
|        | Wielki rezerwat w pobliżu Drezna               | 1832           | Galeria Nowych Mistrzów w Dreźnie            | Drezno                 |
|        | Dwaj mężczyźni nad morzem o wschodzie księżyca | 1835           | Ermitaż                                      | Sankt Petersburg       |
|        | Etapy życia                                    | 1835           | Museum der Bildenden Künste                  | Lipsk                  |
|        | Marzyciel                                      | 1835           | Ermitaż                                      | Sankt Petersburg       |
|        | Pejzaż z krzyżem i posągiem                    | ok. 1835       | Kupferstichkabinett                          | Berlin                 |
|        | Ruiny w Karkonoszach                           | 1835           | Muzeum Miejskie                              | Greifswald             |
|        | Sowa w gotyckim oknie                          | 1836           | Ermitaż                                      | Sankt Petersburg       |
|        | Trumna przy otwartym grobie                    | 1836           | Muzeum im. Puszkina                          | Moskwa                 |
|        | Sowa nad grobem                                | 1836-37        | Muzeum im. Puszkina                          | Moskwa                 |
|        | Pejzaż z postacią mężczyzny                    | 1837-38        | Muzeum im. Puszkina                          | Moskwa                 |

### Rysunki i sztychy
| Dzieło | Tytuł                                | Data powstania | Muzeum                         | Miasto       |
| ------ | ------------------------------------ | -------------- | ------------------------------ | ------------ |
|        | Pejzaż z postacią Hefajstosa         | 1790-94        | Muzeum Miejskie                | Greifswald   |
|        | Kościół w pobliżu Kopenhagi          | 1797-98        | Staatsgalerie                  | Stuttgart    |
|        | Matka Heiden                         | 1798           | Fundacja Pomorza               | Kilonia      |
|        | Portret Adolpha Gottlieba Friedricha | 1798           | Muzeum Miejskie                | Greifswald   |
|        | Portret Cathariny Dorothei Sponholz  | 1798           | Staatsgalerie                  | Stuttgart    |
|        | Portret Ernsta Theodora Brücknera    | 1798           | Kupferstichkabinett            | Berlin       |
|        | Sieci rybackie, krzewy i łodzie      | 1798           | kolekcja prywatna              | ----         |
|        | Żaglowce na skalistym wybrzeżu       | 1798           | Muzeum Miejskie                | Greifswald   |
|        | Zabudowania na stoku                 | 1799           | Herzog August Bibliothek       | Wolfenbüttel |
|        | Autoportret                          | 1800           | Statens Museum for Kunst       | Kopenhaga    |
|        | Drzewa i most                        | 1800           | Herzog August Bibliothek       | Wolfenbüttel |
|        | Dwie dziewczynki pod drzewem         | 1801           | Kupferstichkabinett            | Drezno       |
|        | Romantyczna czytelniczka             | 1801           | Kupferstichkabinett            | Drezno       |
|        | Chłopiec śpiący przy grobie          | 1802           | Herzog August Bibliothek       | Wolfenbüttel |
|        | Wędrowiec na kamieniu milowym        | 1802           | Staatlisch Graphische Sammlung | Monachium    |
|        | Kobieta z pajęczyną                  | 1803           | Hamburger Kunsthalle           | Hamburg      |
|        | Autoportret                          | 1810           | Kupferstichkabinett            | Berlin       |
|        | Ruiny zamku Wolgast                  | 1813           | Muzeum im. Puszkina            | Moskwa       |
|        | Grająca na harfie                    | ok. 1830       | Städtische Kunstsammlungen     | Chemnitz     |
|        | kobieta ze świecznikiem              | 1825           | własność prywatna              |              |

## Wpływ na twórczość innych artystów
Friedrich nie miał wiernych uczniów, jedynie płodnych naśladowców, którzy czerpali inspiracje z jego pejzaży, ale osiągali zupełnie inne rezultaty. Obraz Przeprawa przez Schreckenstein autorstwa Adriana Ludwiga Richtera przedstawia alegoryczny wizerunek „statku życia”, ale nie zawiera ukrytego przesłania o treści religijnej. August Heinrich, Karl Friedrich Lessing i Karl Eduard Blechen wyraźnie nawiązywali w ikonografii do dzieł Friedricha, ale założeniem powstawania ich dzieł nie było wywołanie przeżyć duchowych. Początkowo Enrst Ferdinand Oehme tworzył pod wpływem Friedricha, ale później wrócił do heroicznej koncepcji pejzażu. Niekiedy w obrazach Johana Christiana Clausena Dahla widoczny jest wpływ prac Friedricha. W dziele Megalityczny grób w zimie charakterystycznymi zaczerpniętymi elementami są dęby i statki.
Przez długi czas Friedrch był artystą niezrozumianym i przez to zapomnianym. Dopiero na początku XX w. artyści odkryli i ponownie docenili jego twórczość. Gdy dziewięć obrazów Friedricha uległo zniszczeniu w czasie pożaru w Monachium w 1931, Max Ernst oświadczył, że sztuka poniosła dotkliwą stratę. Dziesięć lat wcześniej odkrył on dzieła zapomnianego pejzażysty w muzeum w Kolonii. W swoich dadaistycznych i surrealistycznych pracach ukazywał elementy obrazów Friedricha, m.in.: tajemnicze postacie. Mark Rothko przedstawiał na obrazach z lat 50. wizję nieskończonej przestrzeni, jak w obrazie Mnich nad brzegiem morza. W dziele Zaczarowany las pędzla Jacksona Pollocka można dostrzec złowieszczy nastrój odczuwalny na obrazie Strzelec w lesie. René Magritte malował odwrócone tyłem postacie przypominające ludzi z obrazów Friedricha.